# Arthur Tester
Arthur Albert Tester (* 23. August 1895 in Stuttgart; † wahrscheinlich 24./25. August 1944 bei Pecica, in Rumänien) war ein britischer politischer Aktivist (British Union of Facists).

## Leben
Tester war der Sohn eines britischen Diplomaten und seiner aus Deutschland stammenden Ehefrau. Der Vater war der britische Konsul in Stuttgart, wo Tester die ersten Jahre seines Lebens verbrachte. Eine Folge seiner in Deutschland verbrachten Jugend war, dass er sein Leben lang Englisch mit einem deutschen Akzent sprach.
Anlässlich des Ausbruchs des Ersten Weltkriegs wurde Tester als britischer Staatsbürger in ein deutsches Internierungslager eingewiesen. Über sein Leben in den 1920er Jahren ist wenig bekannt. 1927 soll er aber, wegen des Verdachtes gegen das Land spioniert zu haben, aus Frankreich ausgewiesen worden sein.
1932 ließ Tester sich in Großbritannien nieder. Er bezog eine luxuriöse Wohnung in London und ein herrschaftliches Anwesen („Naldera“) mit Blick aufs Meer bei Broadstairs/North Foreland in der Grafschaft Kent, wo er in den folgenden Jahren mit seiner Frau und ihren fünf Kindern lebte.
Bereits 1932 trat Tester der von Oswald Mosley gegründeten British Union of Fascists (BUF) bei. Die faschistische Ideologie bzw. speziell die in Deutschland unter der Herrschaft der Nationalsozialisten praktizierte Variante derselben befürwortete Tester – eigenen Angaben zufolge-, da er als „Patriot“ wünschte, dass seine Heimat stark wäre und er meinte, dass eine Adaptierung des faschistischen bzw. nationalsozialistischen Herrschaftsmodells das auf diese Weise beherrschte Land starkmachen würde.
Testers Bedeutung innerhalb der BUF ist weitgehend ungeklärt. Zum Teil wird er als ein Adjutant (Aide-de-Camp) Mosleys beschrieben. Fest steht lediglich, dass er sich in führender Weise in der Propaganda der BUF betätigte und als Verbindungsmann zu deutschen Stellen fungierte. In der Öffentlichkeit wurde er als „Finanzier“ der BUF bzw. finanzieller Förderer europäischer faschistischer Parteien und Bewegungen bekannt: So gründete Tester diverse Scheinfirmen, wie die British Glycerine Manufacturers in 14 St. James Place in London, die tatsächlich dem Zweck dienten, die Transferierung von Geldzuwendungen, die britische Sympathisanten faschistischer Systeme und Gruppen in Europa diesen zukommen ließen, zu kaschieren.
Mit Unterstützung deutscher Stellen gründete Tester zudem die in London behauptquartierte European Presse Agency, eine als Nachrichtenbüro getarnte Propagandastelle, die krypto-antisemitische und -antikommunistische Meldungen in europäische Zeitungen vermittelte. Die Mittel zur Gründung dieser Firma soll der deutsche Propagandaminister Joseph Goebbels zur Verfügung gestellt haben.
Einige Historiker, wie David Turner, vertreten die Ansicht, dass Testers Bedeutung in der BUF vielfach überschätzt und übertrieben worden ist. Im Grunde sei er ein Betrüger und Aufschneider (con-man) gewesen, der durch Europa gezogen sei und Scheinfirmen gegründet habe, um sich auf Kosten seiner Klienten zu bereichern, dann Konkurs anzumelden und sich mit den ergaunerten Profiten davonzumachen. So soll er auch Mosley, der ständig auf der Suche nach einträglichen Geschäftsgelegenheiten war, ausgenutzt haben, um sich auf seine Kosten zu bereichern oder von ihm Klienten im faschistischen Lager vermittelt zu bekommen, auf deren Kosten er sich dann bereichert habe. So soll auch der Doktorgrad den Tester führte eine Erfindung gewesen sein, d. h., er selbst hatte sich diesen zu dekorativen und prestigesuggerierenden Zwecken zugelegt.
Fest steht, dass Tester in Großbritannien ein ausgedehntes Sozialleben pflegte: So besaß er außer seinen feudalen Anwesen in London und Kent auch eine eigene Yacht, die Lucinda, die 1940 in Neapel von der britischen Marine requiriert wurde.
Ende 1938 verließ Tester mit seiner Familie Großbritannien von Southampton aus mit seiner Yacht, reiste nach Lissabon und ging schließlich nach Griechenland. 1940 hielt er sich in Belgrad auf und spätestens seit 1941 in Rumänien.
Einigen Quellen zufolge soll Tester während des Zweiten Weltkriegs in Rumänien für die deutsche Abwehr (Codename „Teddy“) und für die Gestapo gearbeitet haben und sich an Verhören beteiligt haben. 1943 soll er ein Buch mit dem Titel Quo vadis, England? veröffentlicht haben, dass in Bibliothekskatalogen jedoch nicht nachweisbar ist.
Ungeklärt ist, weshalb Tester 1940 vom Reichssicherheitshauptamt auf die Sonderfahndungsliste G.B. gesetzt wurde, ein Verzeichnis von Personen, die im Falle einer erfolgreichen Invasion der britischen Inseln durch die deutsche Wehrmacht von den den Besatzungstruppen nachfolgenden Sonderkommandos der SS mit besonderer Priorität ausfindig gemacht und verhaftet werden sollten.
Dem deutschen Gesandten in Bukarest machte Tester 1942 das Angebot eine englische Gegenregierung zur Befreiung Mosleys, der 1940 unter Hausarrest gestellt worden war, zu etablieren und Propagandasendungen nach Großbritannien auszustrahlen. Der Vorschlag wurde im Juli 1942 von Außenminister Ribbentrop abgelehnt, da der inhaftierte Mosley nicht gefährdet und später für die deutsche Politik eingesetzt werden sollte.
Im September 1944 meldeten britische Zeitungen, dass Tester im August bei dem Versuch, die rumänische Grenze nach Ungarn zu überschreiten, von einem rumänischen Grenzposten erschossen worden sei. Denselben Meldungen zufolge soll er bei seinem Tod einen von Hitler persönlich unterschriebenen Pass bei sich getragen haben. Im Oktober 1944 tauchten dann Meldungen auf, denen zufolge Tester seinen Tod vorgetäuscht habe, indem er einen anderen Mann in seiner Kleidung und mit seinen Papieren in ein brennendes Fahrzeug gelegt habe. Um den Sachverhalt zu klären, sollen die britischen Behörden nach Kriegsende die Leiche mit Genehmigung der sowjetischen Besatzungsmacht in Rumänien exhumiert und seine Identität mithilfe von Röntgenaufnahmen seines englischen Zahnarztes einwandfrei festgestellt haben. Dennoch tauchten in der angelsächsischen Presse in den späten 1940er und 1950er Jahren immer wieder Gerüchte auf, die ein Überleben Testers und einen nur vorgetäuschten Tod nahelegen: So meldete ein amerikanisches Magazin 1954, dass ein Reisender Tester 1954 als „weißen“ und „monokeltragenden“ Häuptling eines Eingeborenenstammes im portugiesischen Westafrika nahe der Grenze zu Liberia getroffen habe. Bei einem in den 1950er Jahren als Waffenhändler im Mittleren Osten tätigen Arthur Tester, soll es sich um Testers Sohn gehandelt haben.